# Delegazione per le relazioni con il Bundestag (Svizzera)
La Delegazione per le relazioni con il Bundestag Del-D (in tedesco Delegation für die Beziehungen zum Deutschen Bundestag Del-D, in francese Délégation pour les relations avec le Bundestag Dél‑D, in romancio Delegaziun per las relaziuns cun il Bundestag tudestg Del-D) è una delegazione dell'Assemblea federale della Confederazione elvetica che si occupa delle relazioni con il parlamento della Repubblica Federale di Germania. È composta da 10 membri, di cui un presidente e un vicepresidente.

## Funzione
I membri della delegazione si incontrano regolarmente con i loro corrispettivi tedeschi del gruppo parlamentare germanico-svizzero per discutere di questioni comuni di livello regionale, nazionale, e internazionale. Almeno una volta per legislatura la delegazione presenta al parlamento un rapporto dell'attività svolta, e almeno una volta all'anno si svolge una conferenza di coordinamento cui partecipano sia il presidente della delegazione sia quelli delle commissioni della politica estera.